# Campionato mondiale maschile under 21 di pallavolo 2005
Il campionato mondiale juniores di pallavolo maschile 2005 si è svolto dal 6 al 14 agosto 2005 a Visakhapatnam, in India: al torneo hanno partecipato dodici squadre nazionali juniores e la vittoria finale è andata per la terza volta alla Russia.

## Qualificazioni
Al torneo hanno partecipato: la nazionale del paese organizzatore, due nazionali africane, tutte qualificate tramite il campionato africano juniores 2004, due nazionali asiatiche, tutte qualificate tramite il campionato asiatico ed oceaniano juniores 2004, quattro nazionali europee, tutte qualificate tramite il campionato europeo juniores 2004, due nazionali nordamericane, tutte qualificate tramite il campionato nordamericano under 21 2004, una nazionale sudamericana, qualificata tramite il campionato sudamericano juniores 2004.

## Impianti
|                                                                                        |                                                                                    |  |
|                                                                                        |                                                                                    |  |
| Port Turst Rajiv Gandhi AC Stadium Città: Visakhapatnam Capienza: ? Anno d'apertura: ? | Swarna Bharathi Indoor Stadium Città: Visakhapatnam Capienza: ? Anno d'apertura: ? |  |

## Regolamento
Le squadre hanno disputato una prima fase a gironi, con formula del girone all'italiana; al termine della prima fase le prime due classificate di ogni girone hanno acceduto alla fase finale strutturata in semifinali, finale per il terzo posto e finale.

## Squadre partecipanti
| Squadra             | Qualificazione                                       | Ultima partecipazione |
| ------------------- | ---------------------------------------------------- | --------------------- |
| Brasile             | 1ª al campionato sudamericano juniores 2004          | Iran 2003             |
| Corea del Sud       | 1ª al campionato asiatico ed oceaniano juniores 2004 | Iran 2003             |
| Cuba                | 1ª al campionato nordamericano under 21 2004         | Polonia 2001          |
| Germania            | 3ª al campionato europeo juniores 2004               | Iran 2003             |
| India               | Paese organizzatore                                  | Iran 2003             |
| Iran                | 2ª al campionato asiatico ed oceaniano juniores 2004 | Iran 2003             |
| Marocco             | 1ª al campionato africano juniores 2004              | Thailandia 1999       |
| Paesi Bassi         | 2ª al campionato europeo juniores 2004               | Malesia 1995          |
| Russia              | 1ª al campionato europeo juniores 2004               | Iran 2003             |
| Serbia e Montenegro | 4ª al campionato europeo juniores 2004               | Debutto               |
| Stati Uniti         | 2ª al campionato nordamericano under 21 2004         | Stati Uniti 1981      |
| Tunisia             | 2ª al campionato africano juniores 2004              | Iran 2003             |

## Torneo

### Prima fase
| Girone A            | Girone B    |
| ------------------- | ----------- |
| Corea del Sud       | Brasile     |
| Cuba                | Germania    |
| India               | Iran        |
| Marocco             | Paesi Bassi |
| Russia              | Stati Uniti |
| Serbia e Montenegro | Tunisia     |

#### Girone A

##### Risultati
| 6 agosto 2005 Rajiv Gandhi Stadium, Visakhapatnam Durata: 1h:58 - Spettatori: 1 500  | Serbia e Montenegro | 2 - 3 | Corea del Sud       | 21-25, 25-21, 25-27, 25-17, 15-17 |
| 6 agosto 2005 Rajiv Gandhi Stadium, Visakhapatnam Durata: 1h:29 - Spettatori: 2 500  | Cuba                | 0 - 3 | Russia              | 27-29, 26-28, 22-25               |
| 6 agosto 2005 Rajiv Gandhi Stadium, Visakhapatnam Durata: 1h:08 - Spettatori: 4 500  | India               | 3 - 0 | Marocco             | 25-13, 25-16, 25-22               |
| 7 agosto 2005 Rajiv Gandhi Stadium, Visakhapatnam Durata: 1h:47 - Spettatori: 1 300  | Corea del Sud       | 1 - 3 | Russia              | 26-28, 20-25, 25-23, 20-25        |
| 7 agosto 2005 Rajiv Gandhi Stadium, Visakhapatnam Durata: 1h:06 - Spettatori: 3 000  | Marocco             | 0 - 3 | Cuba                | 19-25, 13-25, 17-25               |
| 7 agosto 2005 Rajiv Gandhi Stadium, Visakhapatnam Durata: 1h:58 - Spettatori: 4 000  | Serbia e Montenegro | 3 - 2 | India               | 25-15, 24-26, 25-23, 17-25, 15-13 |
| 8 agosto 2005 Rajiv Gandhi Stadium, Visakhapatnam Durata: 1h:09 - Spettatori: 1 000  | Russia              | 3 - 0 | Marocco             | 25-18, 25-17, 25-16               |
| 8 agosto 2005 Rajiv Gandhi Stadium, Visakhapatnam Durata: 1h:14 - Spettatori: 2 000  | Cuba                | 3 - 0 | Serbia e Montenegro | 25-22, 25-21, 25-18               |
| 8 agosto 2005 Rajiv Gandhi Stadium, Visakhapatnam Durata: 1h:07 - Spettatori: 4 000  | India               | 0 - 3 | Corea del Sud       | 16-25, 21-25, 16-25               |
| 10 agosto 2005 Rajiv Gandhi Stadium, Visakhapatnam Durata: 1h:52 - Spettatori: 300   | Corea del Sud       | 3 - 1 | Marocco             | 25-10, 32-34, 27-25, 25-20        |
| 10 agosto 2005 Rajiv Gandhi Stadium, Visakhapatnam Durata: 1h:20 - Spettatori: 2 500 | India               | 0 - 3 | Cuba                | 19-25, 29-31, 24-26               |
| 10 agosto 2005 Rajiv Gandhi Stadium, Visakhapatnam Durata: 1h:36 - Spettatori: 2 000 | Serbia e Montenegro | 1 - 3 | Russia              | 19-25, 25-20, 15-25, 17-25        |
| 11 agosto 2005 Rajiv Gandhi Stadium, Visakhapatnam Durata: 1h:08 - Spettatori: 300   | Cuba                | 3 - 0 | Corea del Sud       | 25-13, 25-20, 25-16               |
| 11 agosto 2005 Rajiv Gandhi Stadium, Visakhapatnam Durata: 1h:03 - Spettatori: 2 200 | Russia              | 3 - 0 | India               | 25-18, 25-15, 25-16               |
| 11 agosto 2005 Rajiv Gandhi Stadium, Visakhapatnam Durata: 1h:59 - Spettatori: 1 800 | Marocco             | 3 - 2 | Serbia e Montenegro | 25-18, 24-26, 25-18, 14-25, 15-12 |

##### Classifica
| Pos | Squadra             | Pt | G | V | P | SV | SP | Ratio | PF  | PS  | Ratio |
| --- | ------------------- | -- | - | - | - | -- | -- | ----- | --- | --- | ----- |
| 1   | Russia              | 10 | 5 | 5 | 0 | 15 | 2  | 7.500 | 428 | 342 | 1.251 |
| 2   | Cuba                | 9  | 5 | 4 | 1 | 12 | 3  | 4.000 | 382 | 313 | 1.220 |
| 3   | Corea del Sud       | 8  | 5 | 3 | 2 | 10 | 9  | 1.111 | 431 | 429 | 1.005 |
| 4   | Serbia e Montenegro | 6  | 5 | 1 | 4 | 8  | 14 | 0.571 | 453 | 481 | 0.942 |
| 5   | India               | 6  | 5 | 1 | 4 | 5  | 12 | 0.417 | 350 | 389 | 0.900 |
| 6   | Marocco             | 6  | 5 | 1 | 4 | 4  | 14 | 0.286 | 343 | 433 | 0.792 |

#### Girone B

##### Risultati
| 6 agosto 2005 Swarna Bharathi St., Visakhapatnam Durata: 1h:10 - Spettatori: 2 500  | Tunisia     | 0 - 3 | Brasile     | 19-25, 20-25, 20-25               |
| 6 agosto 2005 Swarna Bharathi St., Visakhapatnam Durata: 2h:00 - Spettatori: 2 800  | Iran        | 1 - 3 | Germania    | 20-25, 25-17, 23-25, 25-17        |
| 6 agosto 2005 Swarna Bharathi St., Visakhapatnam Durata: 1h:02 - Spettatori: 2 800  | Stati Uniti | 0 - 3 | Paesi Bassi | 18-25, 23-25, 23-25               |
| 7 agosto 2005 Swarna Bharathi St., Visakhapatnam Durata: 1h:37 - Spettatori: 1 800  | Iran        | 3 - 1 | Tunisia     | 25-17, 18-25, 25-21, 25-16        |
| 7 agosto 2005 Swarna Bharathi St., Visakhapatnam Durata: 1h:47 - Spettatori: 3 000  | Germania    | 1 - 3 | Paesi Bassi | 26-28, 14-25, 26-24, 21-25        |
| 7 agosto 2005 Swarna Bharathi St., Visakhapatnam Durata: 1h:26 - Spettatori: 3 200  | Brasile     | 3 - 0 | Stati Uniti | 25-22, 25-22, 35-33               |
| 8 agosto 2005 Swarna Bharathi St., Visakhapatnam Durata: 1h:08 - Spettatori: 2 200  | Tunisia     | 0 - 3 | Germania    | 18-25, 20-25, 23-25               |
| 8 agosto 2005 Swarna Bharathi St., Visakhapatnam Durata: 1h:46 - Spettatori: 2 500  | Stati Uniti | 1 - 3 | Iran        | 21-25, 21-25, 25-19, 23-25        |
| 8 agosto 2005 Swarna Bharathi St., Visakhapatnam Durata: 1h:45 - Spettatori: 3 000  | Paesi Bassi | 1 - 3 | Brasile     | 17-25, 25-22, 23-25, 17-25        |
| 10 agosto 2005 Swarna Bharathi St., Visakhapatnam Durata: 1h:04 - Spettatori: 2 500 | Tunisia     | 0 - 3 | Stati Uniti | 17-25, 14-25, 25-27               |
| 10 agosto 2005 Swarna Bharathi St., Visakhapatnam Durata: 1h:36 - Spettatori: 3 200 | Germania    | 1 - 3 | Brasile     | 18-25, 17-25, 25-21, 18-25        |
| 10 agosto 2005 Swarna Bharathi St., Visakhapatnam Durata: 2h:22 - Spettatori: 3 000 | Iran        | 2 - 3 | Paesi Bassi | 21-25, 26-28, 25-22, 26-24, 24-26 |
| 11 agosto 2005 Swarna Bharathi St., Visakhapatnam Durata: 2h:02 - Spettatori: 3 000 | Stati Uniti | 3 - 2 | Germania    | 25-23, 21-25, 25-22, 25-27, 15-10 |
| 11 agosto 2005 Swarna Bharathi St., Visakhapatnam Durata: 1h:21 - Spettatori: 3 200 | Paesi Bassi | 3 - 1 | Tunisia     | 25-14, 23-25, 25-15, 25-19        |
| 11 agosto 2005 Swarna Bharathi St., Visakhapatnam Durata: 2h:01 - Spettatori: 3 500 | Brasile     | 3 - 2 | Iran        | 25-18, 25-20, 21-25, 23-25, 15-11 |

##### Classifica
| Pos | Squadra     | Pt | G | V | P | SV | SP | Ratio | PF  | PS  | Ratio |
| --- | ----------- | -- | - | - | - | -- | -- | ----- | --- | --- | ----- |
| 1   | Brasile     | 10 | 5 | 5 | 0 | 15 | 4  | 3.750 | 462 | 395 | 1.170 |
| 2   | Paesi Bassi | 9  | 5 | 4 | 1 | 13 | 7  | 1.857 | 482 | 443 | 1.088 |
| 3   | Iran        | 7  | 5 | 2 | 3 | 11 | 11 | 1.000 | 501 | 497 | 1.008 |
| 4   | Stati Uniti | 7  | 5 | 2 | 3 | 7  | 11 | 0.636 | 419 | 417 | 1.005 |
| 5   | Germania    | 7  | 5 | 2 | 3 | 10 | 10 | 1.000 | 441 | 463 | 0.952 |
| 6   | Tunisia     | 5  | 5 | 0 | 5 | 2  | 15 | 0.133 | 328 | 418 | 0.785 |

### Fase finale

#### Finali 1º e 3º posto
|  | Semifinali  | Semifinali  | Semifinali |         |        | 1º/2º posto | 1º/2º posto | 1º/2º posto |  |
|  |             |             |            |         |        |             |             |             |  |
|  | Russia      | Russia      | 3          |         |        |             |             |             |  |
|  | Russia      | Russia      | 3          |         |        |             |             |             |  |
|  | Paesi Bassi | Paesi Bassi | 0          |         |        |             |             |             |  |
|  | Paesi Bassi | Paesi Bassi | 0          |         | Russia | Russia      | 3           |             |  |
|  |             |             |            |         | Russia | Russia      | 3           |             |  |
|  |             |             | Brasile    | Brasile | 0      |             |             |             |  |
|  | Cuba        | Cuba        | Brasile    | Brasile | 0      | 0           |             |             |  |
|  | Cuba        | Cuba        |            |         |        | 0           |             |             |  |
|  | Brasile     | Brasile     | 3          |         |        | 3º/4º posto | 3º/4º posto | 3º/4º posto |  |
|  | Brasile     | Brasile     | 3          |         |        |             |             |             |  |
|  |             |             |            |         |        |             |             |             |  |
|  |             |             |            |         |        | Paesi Bassi | Paesi Bassi | 0           |  |
|  |             |             |            |         |        | Paesi Bassi | Paesi Bassi | 0           |  |
|  |             |             |            |         |        | Cuba        | Cuba        | 3           |  |

##### Semifinali
| 13 agosto 2005 Rajiv Gandhi Stadium, Visakhapatnam Durata: 1h:07 - Spettatori: 5 000 | Russia | 3 - 0 | Paesi Bassi | 25-17, 25-19, 25-23 |
| 13 agosto 2005 Rajiv Gandhi Stadium, Visakhapatnam Durata: 1h:16 - Spettatori: 4 200 | Cuba   | 0 - 3 | Brasile     | 21-25, 18-25, 23-25 |

##### Finale 3º posto
| 14 agosto 2005 Rajiv Gandhi Stadium, Visakhapatnam Durata: 1h:20 - Spettatori: 4 500 | Paesi Bassi | 0 - 3 | Cuba | 23-25, 18-25, 28-30 |

##### Finale
| 14 agosto 2005 Rajiv Gandhi Stadium, Visakhapatnam Durata: 1h:19 - Spettatori: 5 500 | Russia | 3 - 0 | Brasile | 30-28, 25-18, 25-23 |

#### Finali 5º e 7º posto
|  | Semifinali          | Semifinali          | Semifinali |      |               | 5º/6º posto         | 5º/6º posto         | 5º/6º posto |  |
|  |                     |                     |            |      |               |                     |                     |             |  |
|  | Corea del Sud       | Corea del Sud       | 3          |      |               |                     |                     |             |  |
|  | Corea del Sud       | Corea del Sud       | 3          |      |               |                     |                     |             |  |
|  | Stati Uniti         | Stati Uniti         | 1          |      |               |                     |                     |             |  |
|  | Stati Uniti         | Stati Uniti         | 1          |      | Corea del Sud | Corea del Sud       | 1                   |             |  |
|  |                     |                     |            |      | Corea del Sud | Corea del Sud       | 1                   |             |  |
|  |                     |                     | Iran       | Iran | 3             |                     |                     |             |  |
|  | Iran                | Iran                | Iran       | Iran | 3             | 3                   |                     |             |  |
|  | Iran                | Iran                |            |      |               | 3                   |                     |             |  |
|  | Serbia e Montenegro | Serbia e Montenegro | 0          |      |               | 7º/8º posto         | 7º/8º posto         | 7º/8º posto |  |
|  | Serbia e Montenegro | Serbia e Montenegro | 0          |      |               |                     |                     |             |  |
|  |                     |                     |            |      |               |                     |                     |             |  |
|  |                     |                     |            |      |               | Stati Uniti         | Stati Uniti         | 0           |  |
|  |                     |                     |            |      |               | Stati Uniti         | Stati Uniti         | 0           |  |
|  |                     |                     |            |      |               | Serbia e Montenegro | Serbia e Montenegro | 3           |  |

##### Semifinali
| 13 agosto 2005 Swarna Bharathi St., Visakhapatnam Durata: 1h:40 - Spettatori: 2 500 | Corea del Sud | 3 - 1 | Stati Uniti         | 25-22, 18-25, 25-19, 25-21 |
| 13 agosto 2005 Swarna Bharathi St., Visakhapatnam Durata: 1h:19 - Spettatori: 2 800 | Iran          | 3 - 0 | Serbia e Montenegro | 25-15, 25-19, 25-19        |

##### Finale 7º posto
| 14 agosto 2005 Swarna Bharathi St., Visakhapatnam Durata: 1h:06 - Spettatori: 1 000 | Stati Uniti | 0 - 3 | Serbia e Montenegro | 15-25, 19-25, 21-25 |

##### Finale 5º posto
| 14 agosto 2005 Swarna Bharathi St., Visakhapatnam Durata: 1h:36 - Spettatori: 1 200 | Corea del Sud | 1 - 3 | Iran | 25-21, 22-25, 18-25, 19-25 |

## Classifica finale
| Pos | Squadra             | Rosa |
| --- | ------------------- | --- |
|     | Russia              | Formazione: 1 Bessonov, 2 Repkin, 4 Kruglov, 6 Sivoželez, 7 Ostapenko, 8 Grankin, 9 Danilov, 11 Žilin, 12 Maksimov, 15 Volkov, 16 Krickij, 17 Putincev, CT: Maričev      |
|     | Brasile             | Formazione: 1 Barbosa, 2 Granato, 3 Coelho, 4 Machado, 6 Brendle, 7 Alves, 8 Saatkamp, 9 Jubé, 11 de Rezende, 13 Pinto, 14 Sens, 16 de Almeida, CT: Lerbach              |
|     | Cuba                | Formazione: 1 Camejo, 3 Y. Sánchez, 4 J. Sánchez, 5 Juantorena, 6 Ruiz, 8 Delgado, 9 López, 10 de la Torre, 11 M. Sánchez, 12 Iznaga, 16 Simón, 17 Jurquin, CT: Lawrence |
| 4   | Paesi Bassi         | |
| 5   | Iran                | |
| 6   | Corea del Sud       | |
| 7   | Serbia e Montenegro | |
| 8   | Stati Uniti         | |
| 9   | Germania            | |
| 9   | India               | |
| 11  | Marocco             | |
| 11  | Tunisia             | |

## Premi individuali
| Premio                | Nome              | Squadra       |
| --------------------- | ----------------- | ------------- |
| MVP                   | Thiago Alves      | Brasile       |
| Miglior marcatore     | Moon Sung-min     | Corea del Sud |
| Miglior servizio      | Aleksej Ostapenko | Russia        |
| Miglior muro          | Aleksej Ostapenko | Russia        |
| Miglior schiacciatore | Thiago Alves      | Brasile       |